# Kiskunmajsai lincselés
Koordináták: é. sz. 46° 29′ 32″, k. h. 19° 44′ 12″46.492222°N 19.736667°E
A kiskunmajsai lincselés (egyes említésekben kiskunmajsai népítélet, illetve Neményi-gyilkosság) egy 1956-os forradalom alatt elkövetett emberölés volt. A budapesti forradalom hírét vevő kiskunmajsaiak meg akarták büntetni az MDP települést irányító funkcionáriusait, ám közülük csak Neményi Józsefet tudták elfogni. A fogoly Neményit a tömeg a tanácsháza előtt előbb bántalmazta, majd szinte révületbe esvén agyonverték. Az üggyel kapcsolatban öt főt ítéltek halálra, közülük hármat a megtorlás során ki is végeztek. A Köztársaság téri lincselésre emlékeztető kiskunmajsai események a forradalom kevéssé exponált történései közé tartoznak.

## A gyilkosság előzményei
Kiskunmajsa a 20. század közepén jelentős tanyavilággal rendelkező község volt, ahol a lakosság zöme számára a mezőgazdaság jelentett megélhetést. A korszak mezőgazdasági kollektivizálást szorgalmazó, olykor erőszakoskodásba hajló állami politikája Kiskunmajsán is az Alföld többi területén tapasztalt társadalmi feszültséghez vezetett, amit a parasztságot sújtó többletterhek (beszolgáltatás, piaci korlátozások, nyomott árak) csak tovább súlyosbítottak. A társadalom ingerült hangulatát csak tovább szították MDP helyi funkcionáriusai, akik agitációs és vezetői tevékenységük során az előírások jelentette szigort önkényeskedésekkel és arroganciával társították.
Neményi József a kiskunmajsai tanácsnak a történtek idején már 61 éves hivatalnoka volt. Neményi vékony testalkatú, az átlagnál alacsonyabb ember volt. A majsaiak feljegyezték róla, hogy a Magyarországon megszokottaknál jóval sötétebb volt a bőrszíne, ezért egymás között a Négus gúnynévvel illették. A férfi régi kommunistának számított, már az 1919-es évben is szerepet vállalt a Tanácsköztársaság támogatásával. Az 1950-es években Neményi különböző funkciókat viselt a helyi igazgatásban, ő volt a község kereskedelmi ügyekben illetékes előadója, illetve többször dicséretben részesített propagandistája is. Többször írt közérdekű, ám igen száraz hivatali nyelvezetű olvasói leveleket a megyei lapokba.
Ellenszenvet legfőképpen azzal vívott ki magának, hogy ő volt a begyűjtési hivatal vezetője is. A beszolgáltatást vezető hivatalnokot nem jellemezte a feladatkör ellátásához szükséges érzelemmentes hozzáállás, intézkedései során Neményi kifejezetten pökhendi, arrogáns és hatalmaskodó volt. A személyét támadó falfirkák már 1956 októbere előtt megjelentek a község épületeinek falán.

## A lincselés
1956. október 27-ére, szombati napra Kiskunmajsára országos állat- és kirakodóvásárt hirdettek, az eseményre ebben az időben még távoli helyekről is érkeztek piacozók. A budapesti forradalom hírére a település helyőrségének parancsnoka azt kérte, hogy a vásárt halasszák el, ám a járási pártbizottság döntése szabad utat engedett a vásárnak. Az utcákon így az események napján a megszokottnál jóval nagyobb volt a forgalom, a településen pedig számos nem helybéli volt jelen, a lincselés miatt később eljárás alá vont személyek jelentős része a vásárba érkezett környékbeli volt. A település helyőrségének nagy részét az elmúlt napokban Szegedre vezényelték, így a rendfenntartásra csak igen korlátozott katonai erő állt rendelkezésre.
11 óra környékén félezer fő körüli tüntető tömeg érkezett meg a kiskunmajsai tanácsháza elé. Az épületet mindössze két katona védte, akik képtelenek lettek volna ekkora tömeg ellenében a rendet fenntartani. A tüntetők követelni kezdték a tanács vezetőinek leváltását, új vezetők kinevezését, illetve Neményi Józsefnek, a beszolgáltatási bizottság egykori vezetőjének kiadását. A tömeg egyre agresszívabbá vált és hamarosan behatoltak az épületbe. A visszaemlékezések itt több ponton ellentmondanak egymásnak. A legtöbbet említett verzió szerint a tüntetők nem találták Neményit a hivatalában, ezért egy 30 fős csoport Neményi lakására ment és ott fogták el a funkcionáriust. A demonstrálók az elfogott Neményit a tanácsházára vitték, ahol a felháborodott tömeg szidalmazni és ütlegelni kezdte őt. A férfit a felesége próbálta védelmezni, végül egy katona szabadította ki az emberek gyűrűjéből és a tanácsháza légoltalmi pincéjébe zárták. A történet más változata szerint a tüntetők az épületben megtalálták Neményit és kivitték az épület előtt várakozó tömegbe, ahol bántalmazni kezdték. Neményi végül a pincébe került. Bezárásakor a férfi már vérzett, de még nem szenvedett komolyabb sérüléseket.
A tanácsháza előtti tömegen a következő mintegy fél órányi időtartam alatt már koordinálhatatlan érzelmek lettek úrrá, egyre dühödtebben követelték a tanácsi vezetők megbüntetését. Előbb az épületen lévő kommunista jelképeket rongálták meg, majd Kolompár Mátyás a tömegtől biztatva bejutott az épület pincéjébe és ott összeverekedett a nálánál jóval gyengébb fizikumú Neményivel. Végül egyszerűen lefogta és az épület előtti közterületre vitte Neményit. A bejáratnál lévő tömegben Petkó István már egy eltörött zászlónyéllel várta őket, a törött nyél hegyes végét a hivatalnok arcába szúrta, aki a földre került. Neményi megpróbált lábra állni, de a körülötte állók ütlegelni és rugdosni kezdték. Neményi többször is sikertelenül próbált lábra állni, a megvadult tömeg végül néhány perc alatt agyontaposta. Holttestét néhányan a hivatal előtt álló fára akarták felakasztani, ám erről később lemondtak. A hivatalnok halála után a tömeg szétszéledt. Neményi szinte kocsonyává vert holttestét egy lovaskocsi szállította a temetőbe.
A lincselést a tér túloldaláról nézte végig a Néphadsereg helyőrségének 80 katonájával Papp Zoltán őrnagy, akit tiszttársai sürgettek, hogy fegyveres erővel vessenek véget az eseményeknek. Papp azonban gyerekeket látott a tömegben, ezért parancsba adta, hogy nem lehet közbeavatkozni.

## Ítéletek a forradalom utáni megtorlás során
A forradalom bukása és a rendszer megszilárdulása után a hatóságok hozzákezdtek az lincselés résztvevőinek felkutatásához. Egyes résztvevőket még október folyamán letartóztatták, másokat csak jóval később találtak meg. Természetesen voltak olyan résztvevők is, akik nyugatra távoztak, így már nem voltak elérhetők a magyarországi hatóságok számára. A forradalom utáni megtorlás során a lincselés résztvevői közül öt főt ítéltek halálra, ezek közül három ítéletet végre is hajtottak. Több résztvevőre és jelenlévőre hosszabb-rövidebb börtönbüntetéseket, illetve vagyonelkobzásokat szabtak ki.
- Cserkó Endre; zsanai földműves, jelen volt Neményi meglincselésénél. Az események utáni felindultságában hazament Zsanára, félreverte a templom harangját és elkezdte a községben lévő kommunista jelképek eltávolítását. Tevékenységéért 1959 januárjában két év börtönnel és 1000 forint pénzbírsággal büntették.[14]
- Klucsó Béla: a lincselésben történt közreműködése miatt a Kecskeméti Megyei Bíróság 1958. november 3-án vagyonelkobzásra és halálra ítélte. Klucsó azonban már 1956-ban elhagyta az országot, így a halálos ítéletet nem tudták rajta végrehajtani.[15]
- Klucsó Ferenc: a lincselésben történt közreműködése miatt a Kecskeméti Megyei Bíróság 1961. május 17-én vagyonelkobzásra, 10 év közügyektől eltiltásra és életfogytig tartó börtönbüntetésre ítélte. A vagyonelkobzástól eltekintve az ítéletet nem tudták végrehajtani, mert Klucsó Ferenc családjával együtt disszidált.[16]
- Kolompár Béla, helybéli segédmunkás; A tanácsháza előtti tüntetésen jelen volt, az első fokú ítélet szerint a tömeget heccelte, amiért 8 hónap börtönt kapott. A másodfokon eljáró Legfelsőbb Bíróság nem látta bizonyítottnak az ellene felhozott vádakat, így büntetés nélkül bocsátották el.[16]
- Kolompár Mátyás, kiskunmajsai drótos és segédmunkás. A visszaemlékezések szerint ő volt az a személy, aki a pincéből Neményit kirángatta a tanácsháza előtti térre. Tettéért a Kecskeméti Bíróság 12 év börtönre, a Legfelsőbb bíróság pedig halálra ítélte.[16] 1957. október 7-én Kecskeméten felakasztották.[17][18][19]
- Koncz Sándor, kiskunmajsai fuvaros. A lincselésben való közreműködése miatt a Legfelsőbb Bíróság 1958 szeptemberében életfogytig tartó börtönre ítélte.[16][19]
- Patyi István. A beszámolók szerint ő volt az, aki egy törött zászlónyelet szúrt Neményi fejébe, ezért a tettéért a Kecskeméti Megyei Bíróság 1957. február 22-én 14 év börtönre ítélte. Patyi fellebbezett, a másodfokon eljáró Legfelsőbb Bíróság halálra ítélte.[20] 1957. október 7-én felakasztották.[17][19]
- Pekó István, mátételkei mezőgazdasági munkás. A lincselésben való közreműködése miatt a Kecskeméti Megyei Bíróság 1957 februárjában 10 év börtönre ítélte. Fellebbezése után az ügyet tárgyaló Legfelsőbb Bíróság halálra ítélte.[21] 1957. október 10-én kivégezték.[17][19]
- Rávai Pál. A lincselésben nem vett részt, azonban egy nemzeti zászlóval a kezében ő vezette a tömeget a tanácsháza elé, illetve jelen volt a községi pártház előtti tüntetésen is. 1957-ben tartóztatták le, 1957 novemberében vagyonelkobzással, 10 év börtönnel és 5 év közügyektől eltiltással büntették.[21]
- Rékasi Jójárt Gergely; 1956 novemberében külföldre távozott. A lincselésben való közreműködése miatt a Kecskeméti Megyei Bíróság teljes vagyonelkobzásra és halálra ítélte, de az ítéletet nem tudták végrehajtani.[21]
- Túri Mihály, kömpöci földműves; jelen volt a tüntető tömegben. Pere során mindvégig ragaszkodott ahhoz, hogy tettlegesen nem vett rész Neményi József agyonverésében, azonban a bíróság ezt bizonyítottnak látta. 1958 novemberében a bíróság életfogytig tartó börtönre ítélte.[22] Túri 15 év letöltése után, 1972 februárjában szabadult, később nyolc éven át Kömpöc község polgármestere volt.
- Papp Zoltán őrnagy, a lincselésbe be nem avatkozó katonai egység parancsnoka volt. A későbbiekben aktívan közreműködött a forradalmi eseményekben, ezért 1957 nyarán elbocsátották a katonai szolgálatból és letartóztatták. A Szegedi Katonai Bíróság 1958 márciusában vagyonának felét elkobozta, illetve 6 év börtönre ítélte, amit Papp le is töltött.[20]

## A lincselés emlékezete
Neményi Józsefet a restauráció során hősi halottá nyilvánították, 1957 augusztusában pedig posztumusz a Vörös Zászló Érdemrenddel tüntették ki. Az államszocialista időszakban a tanácsháza épületén emléktábla jelölte azt a helyet, ahol a demonstrálók Neményi Józsefet megölték.
Az 1989 előtti megemlékezésekben Neményi a munkásmozgalom mártírja, az 1990 után publikált visszaemlékezésekben inkább egy alacsony rangú ellenszenves hivatalnok, aki jobbára arroganciájának és kegyetlenségének köszönhette sorsát. Ellentétes pályát jártak be a lincselés cselekvő résztvevői, akiket a pártállami sajtó elvetemült gazembereknek festett le, a rendszerváltozás után viszont a megtorlás áldozatául esett vértanúként emlékeztek rájuk. Közülük kiemelkedik Kolompár Mátyás, akire a forradalom egyik legjelentősebb cigány származású hőseként tekintenek.